# 岩尾城 (信濃国)
岩尾城（いわおじょう）は、長野県佐久市鳴瀬岩尾にあった日本の城。長野県指定の史跡。

## 概要
文明10年（1478年）8月、清和源氏小笠原氏流大井氏の一族である長土呂大井氏の大井行俊が南北を千曲川、湯川に挟まれた断崖上にある要害の地、岩尾に築城した。この時、伊豆・箱根・三島神社を遷し鎮守とした。
文明18年（1486年）家督を継いだ二代目城主行満は、延徳元年（1489年）甲斐武田氏の信濃侵攻により岩尾城を焼き討ちされたが、これを退けた。行満は明応年中（1492年 - 1500年）に出家し回国修行に出て大永5年（1525年）に岩尾に帰り、城内二の丸に西国・坂東・秩父百番観音巡礼供養塔を建てた。行満の子、行真が家督を継ぎ岩尾に在城した。行真は天文8年（1539年）に没し、嫡子行頼が家督を相続した。
天文12年（1543年）9月、甲斐の武田晴信（信玄）は、長窪城の大井貞隆を攻め、岩尾城も攻略されて行頼は城を捨て逃れたが、その後武田氏に臣従して岩尾城に戻った。天文14年（1545年）岩尾城代には真田幸隆が任された。幸隆の子、真田昌輝、真田昌幸は岩尾城で生まれたとも言われる。天文20年（1551年）武田晴信自らが岩尾城の鍬立て（地鎮祭）を行い（『高白斎記』）、さらに天正6年（1578年）には武田勝頼が城の修復を命じているなど、岩尾城は佐久地方の重要な戦略拠点であり、難攻不落の堅城に作り上げられた。
行頼の嫡子、五代目城主大井行吉は武田氏に従軍しており、岩尾城は一時岩村田の中沢清季が預かっていた。天正10年（1582年）に武田氏が滅亡すると行吉は後北条氏に臣従し、徳川家康の麾下依田信蕃が佐久に侵攻して諸城を攻略するのに対抗して、岩尾城に立て篭もった。天正11年（1583年）2月21日、徳川軍監柴田康忠、依田信蕃軍が総攻撃をかけたが行吉方は決死で防戦して退けた。23日、依田信蕃は自ら陣頭に立って三の丸付近まで攻め込んだが、鉄砲で狙撃され弟の信幸と共に討死した。行吉は柴田康忠の勧めに従い、3月7日開城して上州保渡田に去った。こうして岩尾城は築城より106年の後、廃城となった。